# 全美城市奖
全美城市獎（英語：All-America City Award，又譯全美城市大獎）是由全國公民聯盟在美国頒發的一個社區認可計劃。該獎項表彰利用公民參與、合作、包容來成功解決當地問題，并在居民、企業、非營利組織與政府領導人之間建立强大聯係的地區。曾被該組織稱之爲“建設性公民身份界的诺贝尔奖”，目前已頒發給全美500多個社區。該獎項的頒獎向全美各個社區開放，從主要城市到城鎮、村莊、縣城、社區以及村落。
自該計劃於1949年正式啓動以來，已有約500個社區被評爲“全美城市”。每一年，申請此獎項的社區會根據其公佈的評選標準提交一份關於自己社區的綜合資料，評委會會在評選過程當中對資料進行評估。在評估過程當中，符合標准的社區將入圍提名名單，并從這些被提名者當中選出本年度10位獲獎者。評估完成以後，入圍提名名單的社區的代表會前往科羅拉多州丹佛，向來自全國的專家評委介紹關於自己社區的工作經歷以及各類故事。頒獎大會還包括關於提升社區綜合實力的可行做法的研討會。

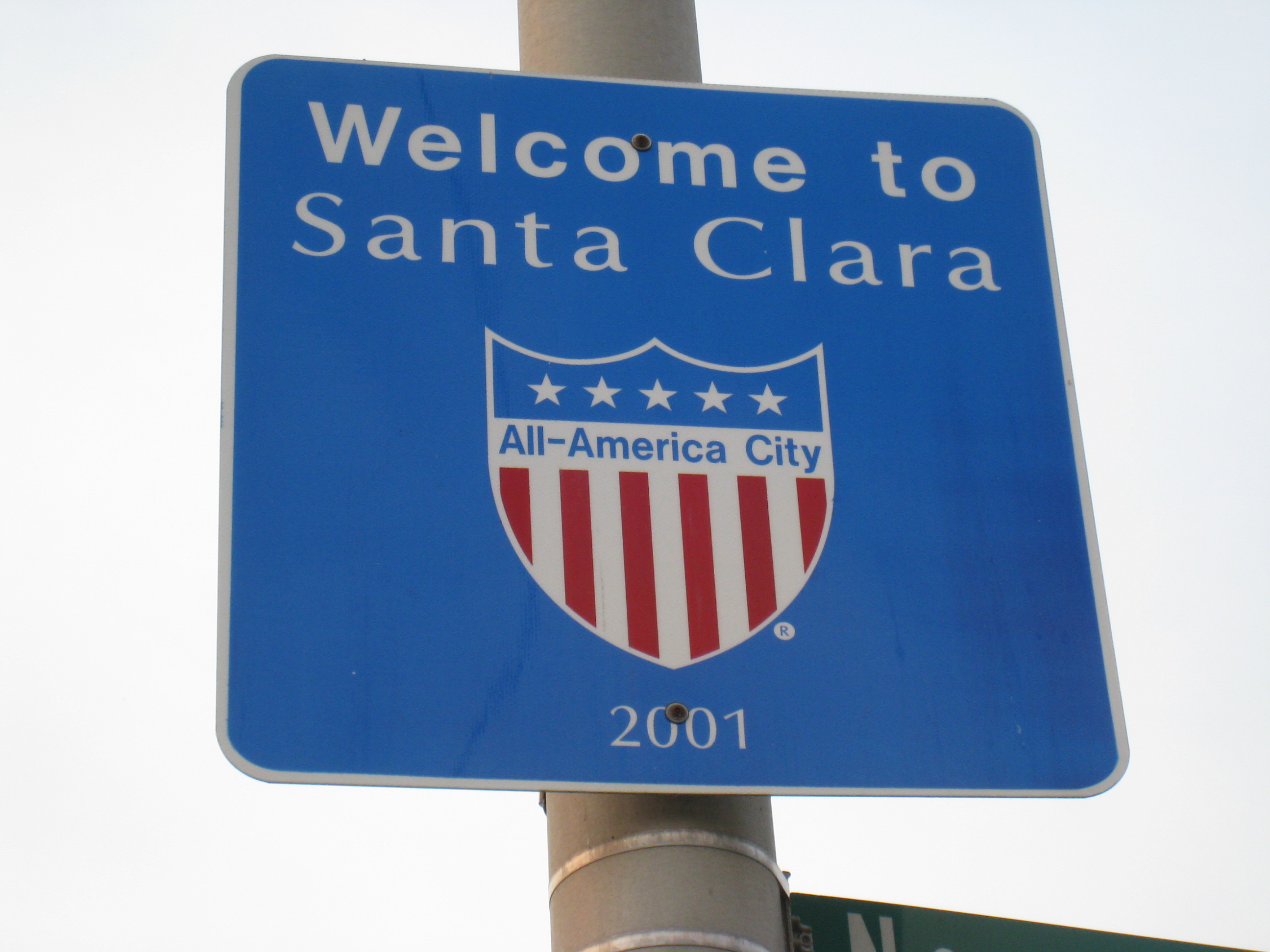
歡迎進入聖克拉拉的標牌，他們在2001年獲得此獎。

## 外部鏈接
- The All-America City Program （页面存档备份，存于）